# Elinor Ross
Elinor Ross, all'anagrafe Elinor Marilyn Rosenthal (Tampa, 1º agosto 1926 – New York, 6 marzo 2020) è stata un soprano statunitense.

## Biografia
Frequentò la Syracuse University, per poi continuare gli studi a New York con William Herman, Stanley Sontag e Leo Resnick.
Voce di soprano drammatico, debuttò come Leonora ne Il trovatore alla Lyric Opera di Chicago nel 1958, iniziando una carriera attraverso i principali teatri degli Stati Uniti (Boston, San Francisco, Hartford, Filadelfia). Nel 1968 prese parte alla prima americana di Alzira alla Carnegie Hall.  Debuttò nel 70 come protagonista di Turandot al Metropolitan, dove fu presente regolarmente fino al 79. In Italia apparve alla Scala nel 1969 e 70 in Cavalleria rusticana, a Venezia, Bologna, Firenze, Verona. Si esibì anche a Vienna e in Sudamerica.
Il repertorio era rivolto principalmente all'opera italiana e comprendeva ruoli quali Abigaille, Lady Macbeth, Amelia, Leonora, Elisabetta, Aida, Gioconda, Santuzza, Maddalena, Tosca, Medea, Norma, Donna Anna.
Si ritiro dall'attività nel 1979 per motivi di salute. È morta a New York all'età di 93 anni.

## Repertorio
| Ruolo                   | Titolo               | Autore     |
| ----------------------- | -------------------- | ---------- |
| Norma                   | Norma                | Bellini    |
| Medea                   | Medea                | Cherubini  |
| Maddalena di Coigny     | Andrea Chénier       | Giordano   |
| Santuzza                | Cavalleria rusticana | Mascagni   |
| Donna Anna              | Don Giovanni         | Mozart     |
| La Gioconda             | La Gioconda          | Ponchielli |
| Floria Tosca            | Tosca                | Puccini    |
| Liù Turandot            | Turandot             | Puccini    |
| Sinaide                 | Mosè in Egitto       | Rossini    |
| Abigaille               | Nabucco              | Verdi      |
| Alzira                  | Alzira               | Verdi      |
| Lady Macbeth            | Macbeth              | Verdi      |
| Leonora                 | Il trovatore         | Verdi      |
| Amelia                  | Un ballo in maschera | Verdi      |
| Donna Leonora di Vargas | La forza del destino | Verdi      |
| Elisabetta di Valois    | Don Carlo            | Verdi      |
| Aida                    | Aida                 | Verdi      |

## Discografia
- Norma, con Mario Del Monaco, Fiorenza Cossotto, Ivo Vinco, dir. Ettore Gracis - dal vivo Venezia 1966
- La Gioconda, con Richard Tucker, Silvano Verlinghieri, Nell Rankin, Nicola Moscona, dir. Carlo Moresco - dal vivo Filadelfia 1966
- La forza del destino, con Gastone Limarilli, Silvano Carroli, Ivo Vinco, dir. Mario Rossi - dal vivo Venezia 1966
- Tosca, con Carlo Bergonzi, Anselmo Colzani, dir. Francesco Molinari-Pradelli - dal vivo Metropolitan 1970
- Il trovatore, con Flaviano Labò, Matteo Manuguerra, Irina Arkhipova, dir. Carlo Felice Cillario -  dal vivo Buenos Aires 1974
- Turandot, con Richard Tucker, Betsy Norden, dir. Martin Rich - dal vivo New York 1974
- Turandot, con Franco Corelli, Edda Moser, dir. Gabor Ötvös - dal vivo Boston 1974